# MIL
Вижте пояснителната страница за други значения на MIL.
United States Military Standard, MIL-STD, MIL-SPEC (Система от стандарти на МО на САЩ) са стандарти, разработвани в интерес на Министерство на отбраната на САЩ. Тези стандарти се използват не само във военните, но често и в гражданските отрасли.

## Видове документи
Определенията са дадени съгласно 4120.24-MDefense Standardization Program (DSP) Policies and Procedures, March 2000, OUSD (Acquisition, Technology and Logistics):
| Означение | Тип                                                | Определение |
| --------- | -------------------------------------------------- | --- |
| MIL-HDBK  | Defense Handbook (Отбранителен справочник)         | Документът съдържа процедурна, техническа и конструкторска информация за оборудването (техниката), процесите, практиките и методите, за които съществуват стандарти на МО на САЩ. Съдържанието и форматът на документа се регламентира от MIL-STD-810 и MIL-STD-962. |
| MIL-SPEC  | Defense Specification (Отбранителна спецификация)  | Документът съдържа основните технически изисквания към закупуваното оборудване (техниката), както с чисто военно предназначение, така и с гражданско, разработвано с оглед изискванията на МО на САЩ. Съдържанието и форматът на документа се регламентират от MIL-STD-810 и MIL-STD-962. |
| MIL-STD   | Defense Standard (Отбранителен стандарт)           | Документът съдържа основните единни инженерни и технически изисквания към процесите, процедурите, практиките и методите, както с чисто военно предназначение, така и с гражданско, разработвани с оглед изискванията на МО на САЩ. Съществуват пет типа стандарти MIL-STD: стандарти за интерфейс, стандарти за критерии за проектни решения, стандарти за производствени процеси, за стандартни практики и стандарти за методи за контрол и изпитване. Съдържанието и форматът на документа се регламентират от MIL-STD-810 и MIL-STD-962. |
| MIL-PRF   | Performance Specification (Технически условия)     | Документът съдържа изисквания от гледна точка на необходимите резултати, но без да посочва методите за постигането им. С техническите условия се определят функционалните изисквания за изделието, средата, в която то трябва да работи, неговите интерфейси и характеристики на взаимната заменяемост. |
| MIL-DTL   | Detail Specification (Спецификация на материалите) | Стандартът за спецификация на материалите описва как могат да бъдат постигнати зададените изисквания, например чрез подходящ избор на материалите. |